# Таксьярхис (Этолия и Акарнания)
Таксьярхис (греч. Ταξιάρχης  — «Архангел») — деревня в Греции. Расположена на высоте 500 метров над уровнем моря, на берегу озера Трихонис. Административно принадлежит сообществу Термон в общине (диме) Термон в периферийной единице Этолия и Акарнания в периферии Западная Греция. Население 61 человек по переписи 2011 года.
Некоторые исследователи, считают, что Косма Этолийский родился не в соседнем Мегас-Дендросе, а в Таксьярхисе. В деревне найдены руины двух храмов архаического периода (начало VI века до н. э.).

## Население
| Год  | Население, человек |
| ---- | ------------------ |
| 1991 | 120                |
| 2001 | 97                 |
| 2011 | ↘ 61               |